# Charles Brady King

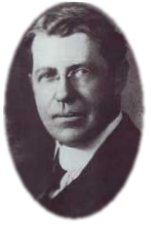
Charles Brady King

Charles Brady King (* 2. Februar 1868 auf Angel Island, Marin County, Kalifornien, USA; † 22. Juni 1957 in Rye, Westchester County, New York) war ein US-amerikanischer Ingenieur, Kriegsfreiwilliger im Amerikanisch-Spanischen Krieg und im Ersten Weltkrieg, Unternehmer, Industrieller, Musiker, Dichter, Architekt, Mystiker und Erfinder mit 64 Patenten, darunter 40 im Automobilbereich. King, der zu den frühesten Promotoren eines Automobilclubs gehörte und den ersten in den USA mitbegründete, gilt als Erfinder des Niethammers, von Eisenbahntechnik und als einer der bedeutendsten US-amerikanischen Automobilpioniere. Als erste Person, die in Detroit ein Auto lenkte, ging er überdies in die amerikanische Folklore ein.

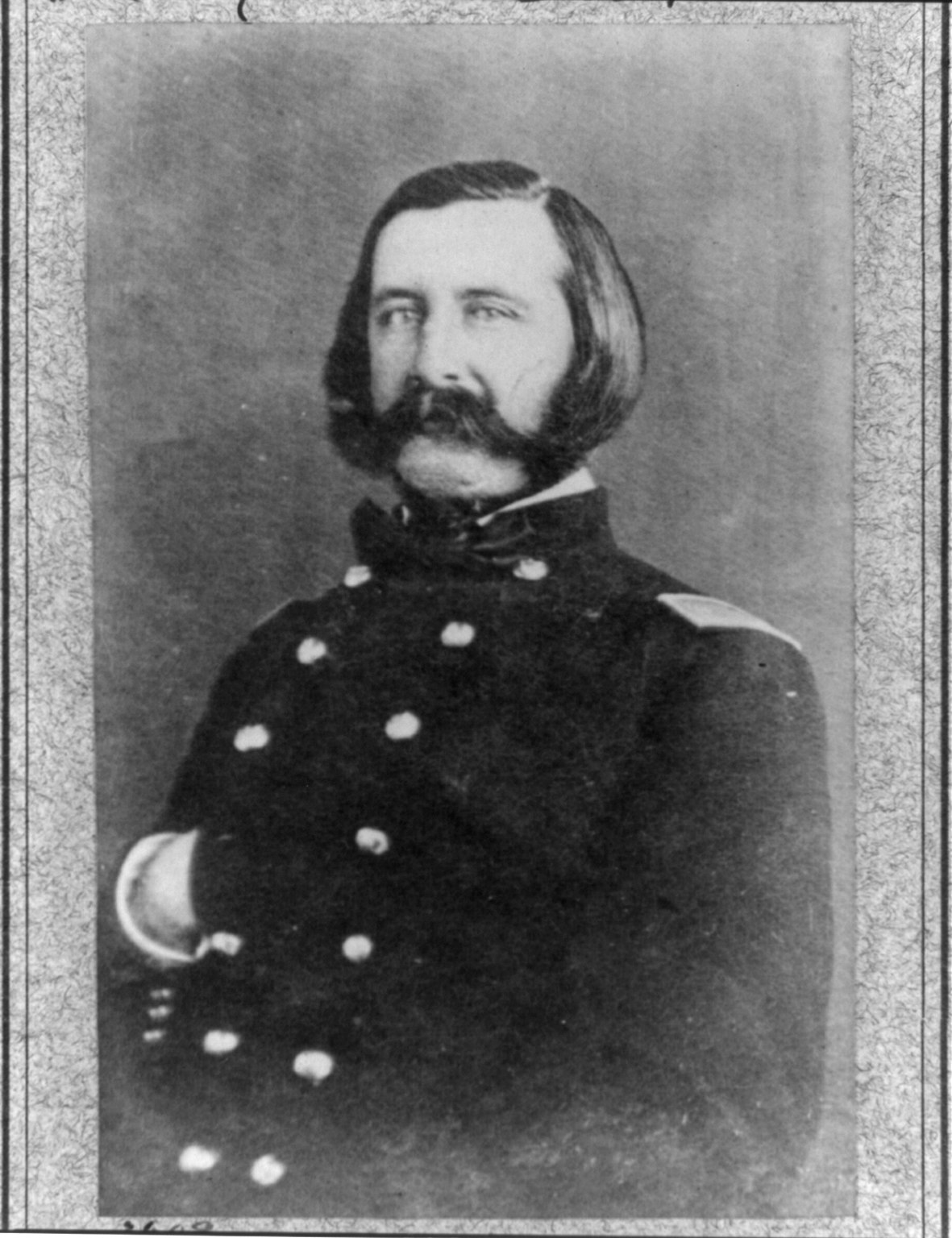
General John Haskell King (1818–1888).

## Herkunft und Jugend
King war das mittlere von drei Kindern des Nordstaaten-Generals John Haskell King (1820–1888) und Matilda Davenport King (1837–1912). Seine Geschwister verstarben im Kindesalter, die ältere Schwester Sarah Louise King (1866–1872) mit sechs Jahren, sein jüngerer Bruder John Haskell King (1872–1875) mit drei.
King begann ein Ingenieursstudium an der Cornell University, die er 1889 ohne Abschluss verließ, um in Detroit zu arbeiten.

## Karriere

### Niethammer

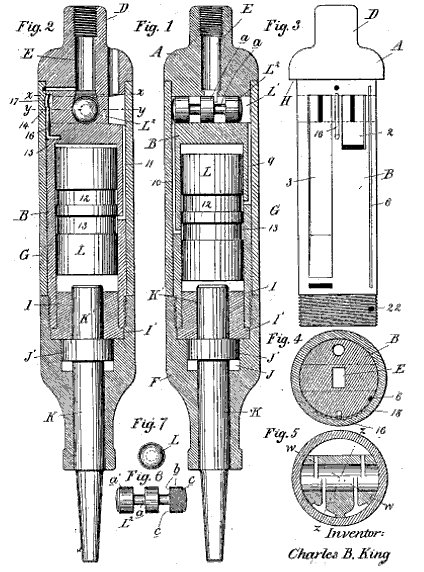
Pneumatischer Niethammer

Nur zwei Jahre später war King als Repräsentant seines Arbeitgebers, dem Rollmaterialhersteller und Holzindustriezulieferer Russel Wheel and Foundry Company, verantwortlich für den Ausstellungsstand an der World’s Columbian Exposition in Chicago. Gleich zwei seiner Erfindungen wurden vorgestellt: Ein Niethammer, der an der Messe mit einer Bronzemedaille ausgezeichnet wurde, sowie ein Bremssystem für Eisenbahnwaggons.
An dieser Ausstellung kam King erstmals in Kontakt mit Automobilen. zu sehen waren Gottlieb Daimlers pferdelose Kutsche und drei von Émile Roger, dem Pariser Benz-Vertreter, in die USA importierte Benz Victoria. 1893 war auch das Jahr, in dem die Brüder Charles und J. Frank Duryea (1861–1938 resp. 1869–1967) ihr erstes Motorfahrzeug zum Verkauf anboten. Dies gilt als Geburtsstunde der amerikanischen Automobilindustrie.

### Interessenvertreter der Automobilisten

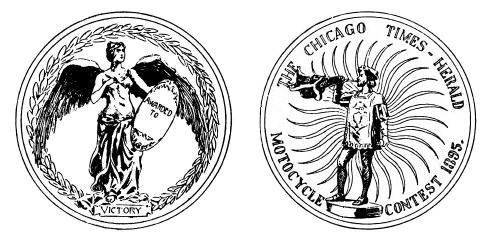
Medaille Chicago Times-Herald Race Medal.

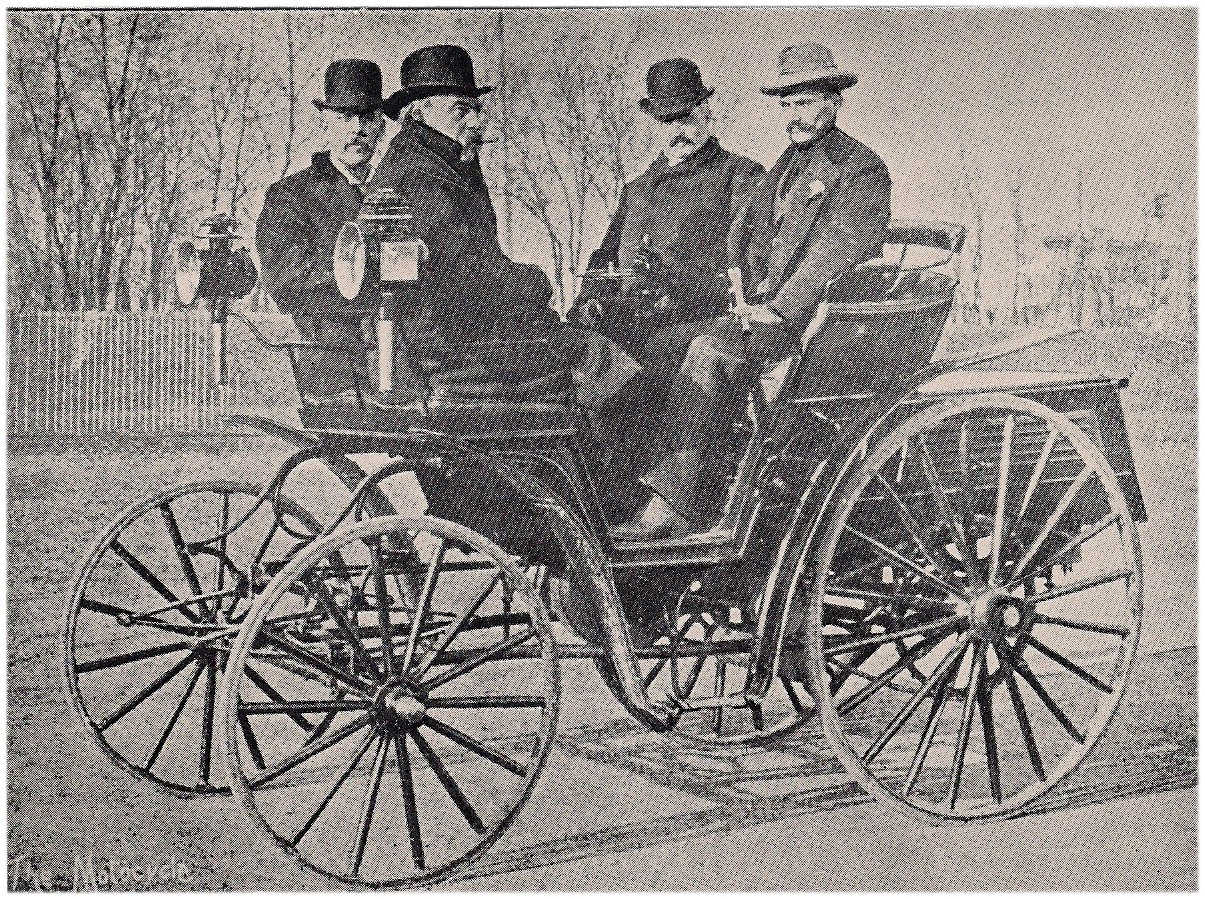
Oscar Mueller mit Offiziellen im Mueller-Benz (Chicago Times-Herald Contest, 1895)

Auch die Gründung des ersten Automobilclubs in den USA ging auf eine Initiative von King zurück. In einem Brief an den Chicago Times Herald vom 8. Oktober 1895 hatte er einen solchen Verein als Interessenvertretung der Automobilisten vorgeschlagen. Bereits am 1. November – wenige Monate nach dem ersten solchen Club überhaupt, dem Automobile Club de France, wurde die American Motor League gegründet, die sich vor allem für bessere Straßen einsetzte. Zu den Gründungsmitgliedern gehörten neben King auch die Duryeas und Elwood Haynes (1857–1925).
Im November 1895 war King einer der mitfahrenden Schiedsrichter am Chicago Times-Herald Race Contest, einer Zuverlässigkeitsprüfung, die offiziell als erstes Automobilrennen in den USA gilt. Ursprünglich meldeten sich um 100 Teilnehmer, nur fünf nahmen jedoch unter widrigsten Wetterbedingungen das Rennen auf und nur zwei kamen ans Ziel. Gewinner waren die Duryeas, der zweite Wagen war ein von Oscar B. Mueller gelenkter Mueller-Benz, dem King als Schiedsrichter zugelost worden war. Oscar Mueller und sein Vater Hieronymus Mueller (1832–1900) hatten das Fahrzeug vorbereitet. Über die denkwürdige Wettfahrt, die als The Great American Horseless Race in die amerikanische Folklore eingegangen ist, verfasste King einen Bericht, der im Dezember 1895 vom Fachmagazin The Motocycle [sic] veröffentlicht wurde. Darin kam er zu folgendem Schluss:

“This test has proven conclusively that no horse could have covered the course in the time that we did, and with the roads in such terrible conditions. This test is a valuable one to our army, and to the world. The endurance of these vehicles has been tested, they have come to stay…”

„Dieser Test hat klar bewiesen, dass kein Pferd die Strecke in der Zeit zurückgelegt hätte die wir benötigten, und auf Straßen in so schlechtem Zustand. Dieser Test ist wertvoll für unsere Armee, und für die Welt. Die Zuverlässigkeit dieser Fahrzeuge wurde geprüft; sie sind gekommen um zu bleiben…“

Der Mueller-Benz, den er in der letzten Stunde der Fahrt für den vor Erschöpfung und Kälte ohnmächtigen Oscar B. Mueller ins Ziel lenkte, war einer der drei Benz Victoria, die er 1893 an der Weltausstellung in Chicago gesehen hatte.

### Das erste Auto in Detroit

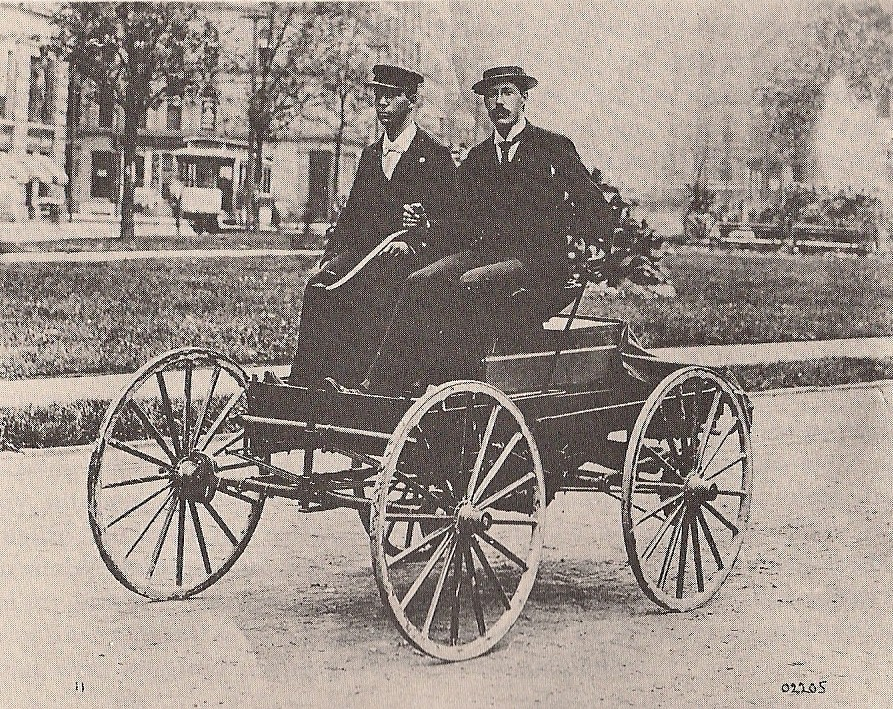
Charles B King (rechts) und sein Automobil (1896).

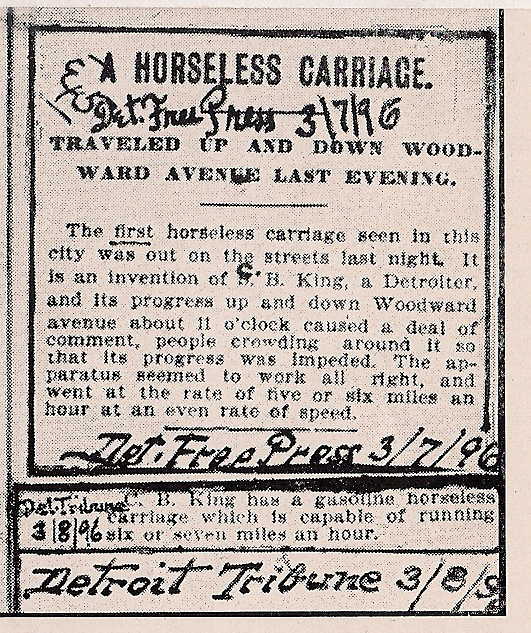
Zwei Zeitungsmeldungen zur ersten Autofahrt in Detroit.

King war die erste Person, die in Detroit ein Automobil konstruierte, baute und vorführte. Das Fahrzeug war ein Motor-Buggy mit einem Vierzylinder-Viertaktmotor, wie er sich später allgemein durchsetzen sollte. Seine erste Fahrt über die Straßen von Detroit am 6. März 1896 schrieb Automobilgeschichte. Gefolgt von Henry Ford auf einem Fahrrad, fuhr King vor hunderten Zuschauern über St. Antoine Street und Jefferson Avenue über die Woodward Avenue und den Grand Boulevard und zurück nach Hause, wo er eine Busse erhielt wegen Störung der öffentlichen Ordnung. Nur drei Monate später hatte Ford sein Quadricycle soweit, dass auch er eine Probefahrt auf öffentlichen Straßen durchführen konnte.
Nach diesem Erfolg verkaufte King die Produktionsrechte am Motor dieses Fahrzeugs an die Buffalo Gasoline Motor Company. Dieses Unternehmen produzierte später Automobilmotoren; sein 7 HP-Vierzylinder konnte auch mit einem Fahrgestell erworben werden. Um Benzin- und Wassertank und Karosserie musste sich der Kunde selber kümmern. 1902 erschienen komplette Automobile. Die Produktion endete 1903 nach einer Klage der Electric Vehicle Company wegen Verletzung ihres Selden-Patents. Das Fahrzeug selber verkaufte er an Byron J. Carter, der später Cartercar gründete.
Der ältere King förderte viele andere Pioniere wie Ransom Eli Olds, Jonathan D. Maxwell und den Organisator der Packard Motor Car Company Henry B. Joy. Er beriet Henry Ford beim Bau des 1896 erprobten Versuchsfahrzeugs Quadricycle und half mit Bestandteilen aus.

### Charles B. King Company und erste Militärzeit

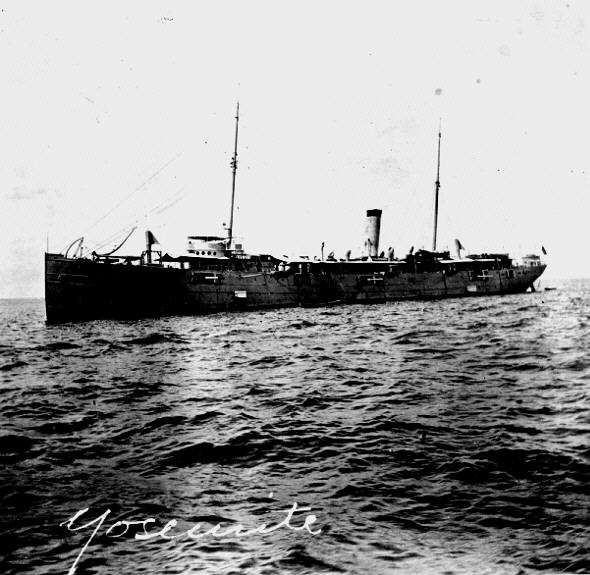
USS Yosemite während des Amerikanisch-Spanischen Kriegs 1898.

1897 gründete King mit Henry Bourne Joy und dessen Schwager Truman Handy Newberry ein Unternehmen zur Herstellung von pneumatischen Hämmern, Komponenten für Eisenbahnbremsen und Bootsmotoren. Die drei leisteten Militärdienst während des Amerikanisch-Spanischen Kriegs von 1898. King diente bis 1899 als Chefmaschinist auf dem Hilfskreuzer Yosemite.
1900 lösten Joy, Newberry und King ihre Partnerschaft auf. Die Abteilung für Bootsmotorenbau wurde von den Olds Motor Works übernommen und von Charles King als Geschäftsführer geleitet. Joy und Newberry gehörten danach zu einer Investorengruppe, welche 1903 die Ohio Automobile Company als Packard Motor Car Company organisierte. Joy wurde deren Geschäftsführer und in der Folge ein einflussreiches Mitglied der Association of Licensed Automobile Manufacturers (A.L.A.M.).
Am 9. März 1901 brannten die Olds-Werkanlagen nieder. Das Unternehmen konnte nur einen von mehreren technisch unterschiedlichen Automobil-Prototypen vor dem Feuer retten. Aus diesem kleinen Runabout mit Einzylindermotor wurde das Modell R entwickelt und noch im gleichen Jahr auf den Markt gebracht. Als Curved Dash wurde es sehr schnell populär. King verließ das Unternehmen kurz nach dem Brand. Mit einem Partner, O. J. Mulford, übernahm er die Abteilung erneut auf eigene Rechnung und formte daraus die Michigan Yacht and Power Company.

### Northern Manufacturing Company

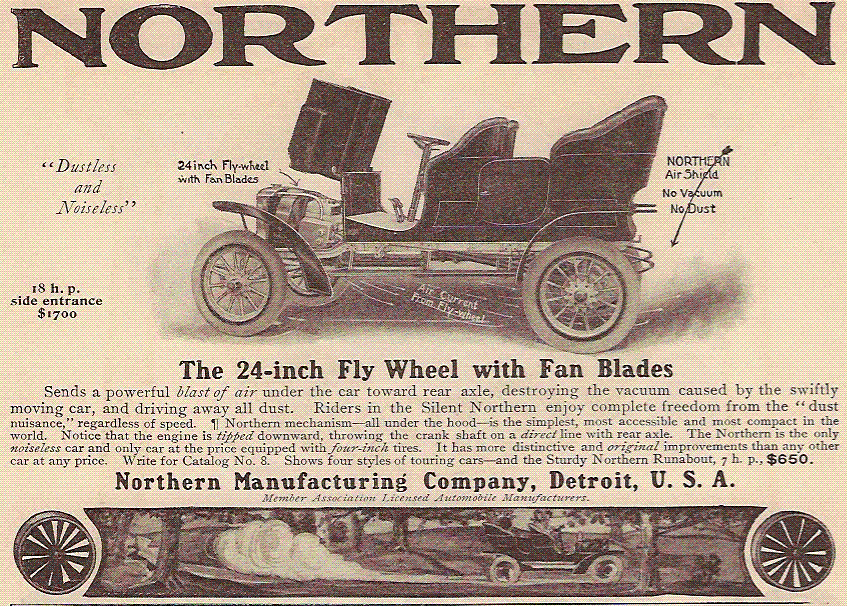
1905 Northern Ad

Inzwischen hatte ein Konsortium aus Geschäftsleuten um den Industriellen William A. Barbour und William E. Metzger die Northern Manufacturing Company in Detroit eingerichtet. Als Chefingenieur holten sie Jonathan Dixon Maxwell (1864–1928), der bei Oldsmobile den Motor des Curved Dash konstruiert hatte. Wie King hatte auch er das Unternehmen nach dem Brand verlassen. Er holte King als Werkleiter zu Northern. Das erste Fahrzeug war ein Automobil, das in vielerlei Hinsicht als „besserer Oldsmobile Curved Dash“ gelten kann. Maxwell verließ 1904 das Unternehmen, um mit Benjamin Briscoe die Maxwell Motor Company zu gründen. King wurde sein Nachfolger als Chefingenieur. Unter seiner Verantwortung entstanden größere und moderne Zwei- und Vierzylindermodelle, die parallel zum Runabout gebaut wurden. Die Zweizylinder blieben bis zur Auflösung des Unternehmens im Programm. Zu ihren Besonderheiten gehören die bemerkenswert frühe Einführung von Lenkrädern und Kardanantrieb. sowie die möglicherweise erstmalige Anwendung einer Dreipunktaufhängung des Motors im Fahrgestell. Die nach hinten geneigte Position des Motors senkte die Belastung der Kardanwelle, was diese schonte und das Fahrzeug leiser machte. Weiter gehören diese Zweizylindermodelle zu den ersten Automobilen, bei denen Motor und Getriebe eine Einheit bilden. Üblich war bisher, beide Komponenten getrennt im Fahrgestell anzubringen und mit einer Welle miteinander zu verbinden. Alternativ gab es auch mit dem Getriebe verblockte Hinterachsen; diese Lösung verwendete auch King bei den Northern-Vierzylindermodellen.
Zumindest für frühe Zweizylindermodelle wie den 15 HP ist eine kuriose Vorrichtung belegt, die den Straßenstaub unter dem Fahrzeug nach hinten blasen und damit von den Passagieren fernhalten sollte. Dazu erhielt der Motor ein besonders großes Schwungrad, dessen Rückseite so geformt war, dass sie wie ein Ventilator wirkte.

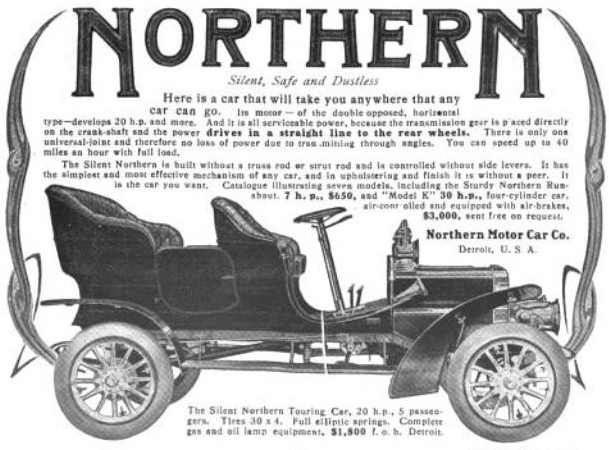
Northern 20 HP (1906).

King legte auch sehr großen Wert auf eine Vereinfachung der Fahrzeugbedienung. Sowohl die Zwei- wie die Vierzylinderwagen kamen ohne die üblichen Schalt- und Handbremshebel außen am Fahrzeug aus. Beschleunigt und gebremst wurden sie mit einem kombinierten Handhebel an der Lenksäule. Für die Hilfsbremse und den Rückwärtsgang gab es zumindest bei Model K und L ein Pedal. Die Kupplungsbetätigung beim Zweizylinder ist unklar. Diese Fahrzeuge hatten Planetengetriebe, sodass eine ähnliche Lösung wie beim Ford Modell T naheliegt. Es scheint, dass King in der Model C Limousine von 1908 sämtliche Bedienelemente an die Lenksäule legen konnte.
Die Vierzylinder waren Oberklasse-Fahrzeuge, mit denen die Produktpalette nach oben erweitert wurde. Sie erhielten konventionelle Dreigang-Schaltgetriebe. Verwendet wurde eine mit Luftdruck betätigte Kupplung, die nach eigenen Angaben nicht nachgestellt werden musste. Zudem gab es bereits pneumatische Bremsen, die „interaktiv“ mit dem Gashebel (von Hand) betätigt wurden, sowie einen Kompressor zum Aufpumpen der Reifen. Die Pneumatik beruhte auf Patenten von King. Der Motor wurde mit einer mechanischen Ratsche statt mit der üblichen Anlasskurbel gestartet.
1908 wurde Northern von der Wayne Automobile Company in Detroit übernommen, die vom Karosseriebauunternehmer Byron F. Everitt (1872–?) kontrolliert wurde. Beide Unternehmen wurden danach in eine gemeinsame Gesellschaft überführt, die nach den neuen Eigentümern Everitt, William E. Metzger (1868–1933) und Walter E. Flanders (1871–1923) Everitt-Metzger-Flanders Company (E-M-F) genannt wurde. Das Unternehmen ist einer der Vorläufer der Studebaker-Automobilproduktion.

### King Motor Car Company

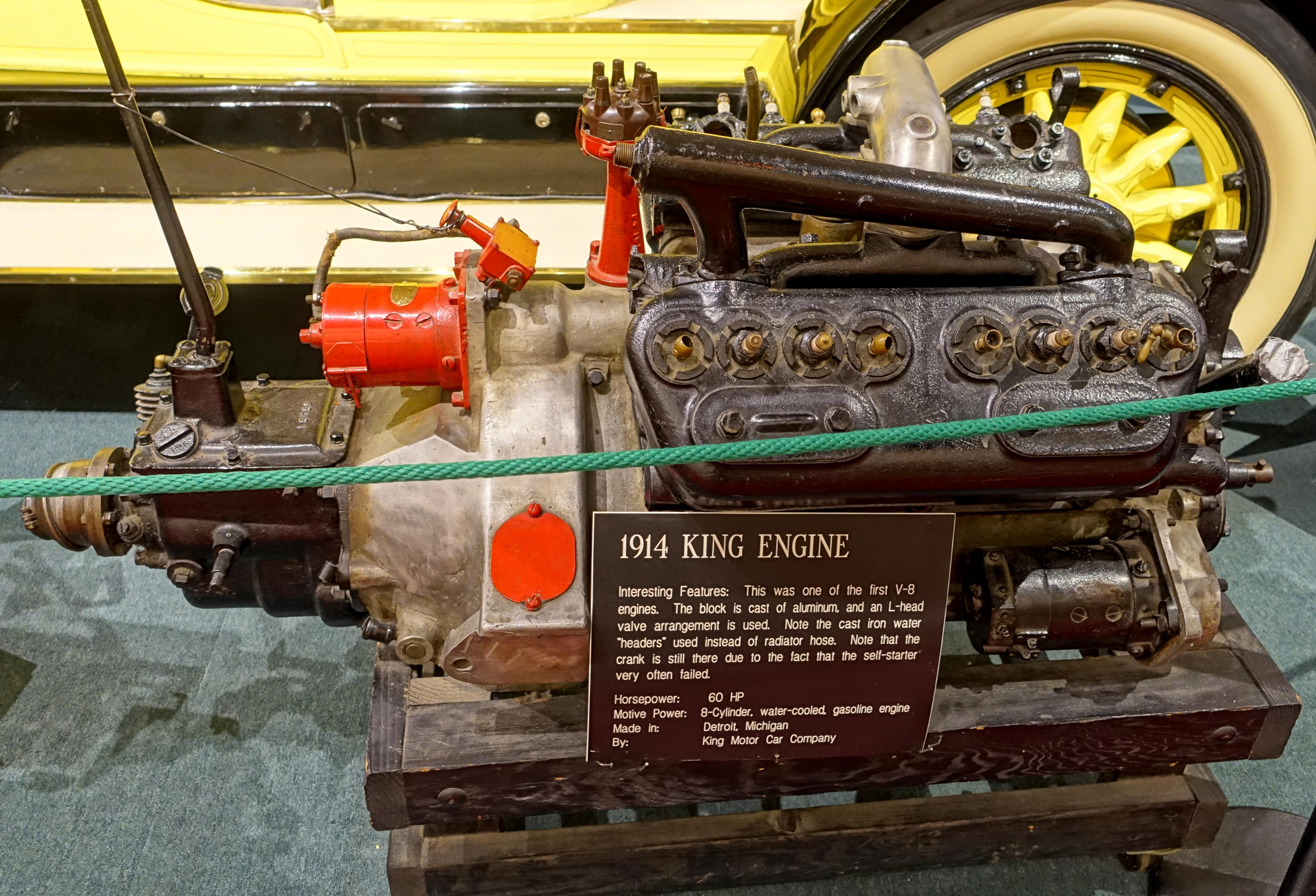
Ein auf 1914 datierter King V8-Motor mit Getriebe. Demnach handelt es sich um die Ausführung für das Model D.

Nach seinem Weggang bei Northern ging King für zwei Jahre nach Europa, wo er den Automobilbau studierte. Zurück in den Vereinigten Staaten, gründete er die King Motor Car Company.
De Dion-Bouton brachte 1909 mit dem Type CJ der Baureihe De-Dion-Bouton-V8-Modelle den ersten Serien-Personenwagen mit V8-Motor heraus. Der erste amerikanische Wagen mit einem solchen Motor war der Cadillac Type 51, dessen Motor von der Northway Motor and Manufacturing Company zugekauft war. Der King Model D war der erste amerikanische PKW mit einem im Hause entwickelten V8, er erschien nur zwei Monate nach dem Cadillac. Sein seitengesteuerter Motor hatte einen Block aus Aluminiumguss, er leistete 60 bhp (44 kW).
1916 gab King seine Position als Chefingenieur auf und stellte seine Dienste erneut der Regierung zur Verfügung.

### Flugzeugmotoren und zweite Militärzeit

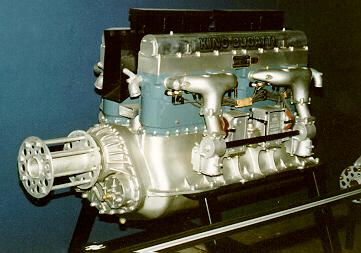
Flugzeugmotor King-Bugatti U-16 (1918).

King leistete seinen Dienst zunächst auf dem McCook Field bei Dayton (Ohio) als Leiter der Abteilung für Motorenentwicklung. Es scheint, dass er an der Entwicklung des Liberty-Motors beteiligt war. Vor allem aber wurde ihm die Aufgabe übertragen, den Flugzeugmotor Bugatti U-16, dessen Produktionsrechte die Regierung erworben hatte, zum Funktionieren zu bringen und für die Serienfertigung vorzubereiten. Den Zuschlag für die Produktion erhielt die Duesenberg Motors Corporation in Elizabeth (New Jersey), wo Anlagen und ein Prüfzentrum eingerichtet wurden. Auch King arbeitete ab 1918 hier. Der Bugatti-Motor, dem unter anderem strukturelle Schwächen nachgesagt werden, war bei Kriegsende endlich produktionsreif. Kings weitgehend überarbeitete Version, die als King-Bugatti bekannt ist, wurde aber nicht mehr benötigt und der Auftrag wurde storniert, was zur Auflösung der Duesenberg Motors Corporation führte. Der Motor war ein 16-Zylinder in U-Bauweise mit 24 Liter Hubraum und in Kings Version mit einem Gewicht von 550 kg und 420 bhp (313,2 kW) Leistung. Letztlich wurden nur 40 bis 60 dieser Motoren gebaut.

### Weitere Erfindungen
King patentierte zahlreiche Erfindungen. Einige Arbeiten betreffen Dampfmaschinen und dampfgetriebene Geräte wie Dampfschaufel. Seine wohl bedeutendste Erfindung ist der Presslufthammer. Patente erhielt er auch in Zusammenhang mit Motorfahrzeugen, so für eine verbesserte Zündung, Getriebe und Aufhängungen.

## Familie
Charles Brady King war mit Grace Fletcher (1860–1941) verheiratet. Er verstarb am 23. Juni 1957 im Alter von 89 Jahren in Rye und wurde auf dem Elmwood Cemetery in Detroit beigesetzt.
Er war einer der letzten aus dem Club der „Old Timers“ und damit einer der letzten Zeitzeugen aus der Pionierzeit des Automobils.

## Ehrungen
- Am 26. Januar 1925 wurde Charles B. King mit einer Medaille der National Chamber of Commerce geehrt als „einer der bedeutendsten Beitragenden an die mechanische Entwicklung des Automobils“.
- Charles B. King erhielt 1940 einen Distinguished Service Citation Award der Automotive Hall of Fame.
- 2007 wurde er in die Automotive Hall of Fame aufgenommen.[9]

## Werke
- Charles B. King in The Motocycle Magazine. Chicago, Dezember 1895: AN UMPIRE'S EXPERIENCE IN THE TIMES-HERALD RACE ON NOV. 28th. (Nachdruck; scrollen)
- Charles B. King: A Golden Anniversary 1895–1945 / Personal Side Lights of America’s First Automobile Race. Privatdruck, 1945.